# Aleksandra Sikora
Aleksandra Franciszka Sikora (Kędzierzyn-Koźle, 7 febbraio 1991) è un'ex calciatrice polacca, di ruolo difensore o centrocampista.

## Carriera

### Club
Sikora inizia la carriera al Promień Mosty, club con sede nei pressi di Goleniów, all'età di 6 anni, dove ha giocato nella squadra femminile iscritta all'Inne Ligi Kobiet, terza divisione del campionato polacco, fino alla fine della scuola media.
Trasferitasi a Konin per continuare gli studi nel 2007, durante il suo percorso scolastico firma un accordo con il Medyk Konin, venendo inserita in rosa con la squadra riserve (Medyk Konin II) che disputa la I Liga (seconda divisione) nel ruolo di attaccante. Già nel campionato 2007-2008 si mette in luce conquistando il vertice della classifica delle marcatrici del girone północna (settentrionale) con 14 reti, e dalla stagione successiva è aggregata alla prima squadra, con il tecnico Roman Jaszczak che, nonostante avesse dimostrato le sue doti come realizzatrice, le cambia ruolo spostandola a centrocampo. Nella sua prima stagione in Ekstraliga condivide con le compagne il 3º posto in classifica, mentre nelle successive due la squadra fa un ulteriore salto di competitività andando a insidiare la leadership dell'Unia Raciborz concludendo il campionato al 2º posto.
In seguito Nina Patalon, già vice di Jaszczak e che dall'estate 2011 al 2013 lo rileva sulla panchina del Medyk Konin, decide di cambiarle ulteriormente ruolo, retrocedendola nel reparto difensivo e utilizzandola, prevalentemente sulla fascia destra, come terzino o ala offensiva. In queste due stagioni, benché una giovanissima Ewa Pajor iniziasse a far pesare il suo apporto in attacco, la squadra giunge 2ª in campionato dietro all'Unia Raciborz, riuscendo a sfidarla in finale, perdendo 3-1, di Coppa di Polonia 2011-2012 alla quale mancava da tre edizioni.
Ma è con il ritorno di Jaszczak che Sikora e compagne iniziando ad avere sempre maggiore visibilità mediatica. Nella stagione 2013-2014 il Medyk Konin comincia a inanellare successi, aggiudicandosi il suo primo double campionato-coppa e ottenendo così l'accesso per la prima volta alla UEFA Women's Champions League, dove Sikora debutta il 9 agosto 2014, nel primo dei tre incontri preliminari di qualificazione dell'edizione 2014-2015, andando anche a segno due giorni più tardi siglando la rete del parziale 4-0 nella vittoria per 7-0 sulle finlandesi dell'Åland United, conquistando con 21 reti realizzate e solo una subita il primo posto del gruppo 7 e l'accesso alla fase a eliminazione diretta. Qui sfiora l'impresa di approdare, al debutto, agli ottavi di finale, battendo allo Stadion im. Złotej Jedenastki Kazimierza Górskiego per 2-0, con gol di Pajor e Sikora, le scozzesi del Glasgow City all'andata, ma con le campionesse di Scozia capaci di ribaltare il risultato e aggiudicandosi il passaggio del turno con un 3-0 casalingo. Nelle successive stagioni la squadra ottiene altri tre double con altrettanti accessi alla Champions League femminile, trovando ardua impresa ai sedicesimi dell'edizione successiva dove trova la detentrice del titolo, l'Olympique Lione, ostacolo troppo grande da superare, ma sfiorando nuovamente l'accesso agli ottavi dopo la doppia sfida con il Brescia nell'edizione 2016-2017, con Sikora che va a rete sia all'andata che al ritorno.
Nell'estate 2017 coglie l'occasione per disputare il suo primo campionato all'estero, inizialmente avvicinata dalla Fiorentina ma accettando poi la proposta del Brescia che aveva affrontato in Champions per vestire la maglia delle "leonesse" per la stagione entrante, andando a ritrovare la compagna di reparto Katarzyna Daleszczyk che aveva firmato con la società italiana una settimana prima.
Sotto la guida tecnica di Gianpiero Piovani fa il suo esordio con la nuova maglia il 23 settembre 2017, rilevando Nora Heroum al 70' nell'incontro di Supercoppa vinto sulle Campionesse d'Italia della Fiorentina, e una settimana più tardi in Serie A, alla 1ª giornata di campionato, nella netta vittoria esterna per 6-0 sulle baresi del Pink Sport Time Condivide con le compagne un campionato di vertice, conteso fino alla fine con la neoiscritta Juventus e deciso in favore delle bianconere solo dopo la disputa di un eccezionale incontro di spareggio-scudetto, resosi necessario per i pari punti (60) e prestazioni (20 vittorie e 2 sconfitte) al termine della stagione regolare, che sul neutro di Novara viene risolto ai tiri di rigore dopo che sia i tempi regolamentari sia i supplementari si erano chiusi a reti bianche. Sikora chiude la sua prima stagione italiana con 20 presenze, compreso lo spareggio, in campionato, e 4 reti realizzate, la prima quella che, alla 14ª giornata, apre le marcature nel 6-2 esterno sul Tavagnacco, tornando inoltre a disputare la UEFA Women's Champions League, scendendo in campo nell'incontro dell'11 ottobre 2017 dove il Brescia supera le olandesi dell'Ajax per 2-0, garantendosi il passaggio agli ottavi di finale.
L'estate successiva, dopo che la società bresciana cede il proprio titolo sportivo al neonato Milan, per la stagione 2018-2019 decide di trasferirsi alle neocampionesse d'Italia della Juventus. Sikora rimane a Torino per il successivo biennio, in cui vince altrettanti scudetti oltreché Coppa Italia e Supercoppa nel corso del 2019, senza tuttavia riuscire a imporsi quale titolare nelle gerarchie dell'allenatrice Rita Guarino: totalizza comunque un buon impiego nella prima stagione in bianconero, mentre nella seconda viene definitivamente relegata tra le seconde linee con solo sporadiche apparizioni.

### Nazionale
Il 23 novembre 2011 ha fatto il suo debutto nella Nazionale maggiore nella partita contro la Macedonia. In precedenza, aveva difeso i colori della squadra nazionale Under-19.

## Statistiche
(parziali)

### Presenze e reti nei club
Statistiche aggiornate al 16 settembre 2019.
| Stagione        | Squadra         | Campionato      | Campionato | Campionato | Coppe nazionali | Coppe nazionali | Coppe nazionali | Coppe continentali | Coppe continentali | Coppe continentali | Altre coppe | Altre coppe | Altre coppe | Totale | Totale |
| Stagione        | Squadra         | Comp            | Pres       | Reti       | Comp            | Pres            | Reti            | Comp               | Pres               | Reti               | Comp        | Pres        | Reti        | Pres   | Reti   |
| --------------- | --------------- | --------------- | ---------- | ---------- | --------------- | --------------- | --------------- | ------------------ | ------------------ | ------------------ | ----------- | ----------- | ----------- | ------ | ------ |
| 2017-2018       | Brescia         | A               | 19+1       | 4          | CI              | 5               | 0               | UWCL               | 2                  | 0                  | SI          | 1           | 0           | 28     | 4      |
| 2018-2019       | Juventus        | A               | 20         | 0          | CI              | 6               | 0               | UWCL               | 2                  | 0                  | SI          | 1           | 0           | 29     | 0      |
| 2019-2020       | Juventus        | A               | 6          | 0          | CI              | 2               | 0               | UWCL               | 1                  | 0                  | SI          | 0           | 0           | 9      | 0      |
| Totale Juventus | Totale Juventus | Totale Juventus | 26         | 4          |                 | 8               | 0               |                    | 3                  | 0                  |             | 1           | 0           | 38     | 4      |
| 2020            | Klepp           | T               | 12         | 0          | CN              | -               | -               |                    | -                  | -                  |             | -           | -           | 12     | 0      |
| Totale carriera | Totale carriera | Totale carriera | 58+        | 4+         |                 | 13+             | 0+              |                    | 5                  | 0                  |             | 2           | 0           | 78+    | 4+     |

## Palmarès

### Club
- Campionato polacco: 4

Medyk Konin: 2013-2014, 2014-2015, 2015-2016, 2016-2017
- Coppa di Polonia femminile: 5

Medyk Konin: 2012-2013, 2013-2014, 2014-2015, 2015-2016, 2016-2017
- Campionato italiano: 2

Juventus: 2018-2019, 2019-2020
- Coppa Italia: 1

Juventus: 2018-2019
- Supercoppa italiana: 2

Brescia: 2017
Juventus: 2019